# مفوض تجاري
المفوض التجاري هو لقب مسؤول حكومي تتمثل واجباته الأساسية في تعزيز اتفاقيات التجارة الدولية وبرامج التصدير نيابة عن سلطة حكومية وطنية أو إقليمية. عادةً ما يتم إرسال هؤلاء المبعوثين إلى الخارج، وغالبًا ما يكونون مقيمين بشكل دائم في البلد أو المنطقة التي تم تعيينهم فيها، ولكن في بعض الحالات يكونون موظفين محليين. إذا تم تعيينه من قبل سلطة أو منظمة تفتقر إلى السيادة، أو إذا كان موظفًا محليًا، فقد لا يتمتع المفوض التجاري بوضع دبلوماسي. يتم استخدام لقب المفوض التجاري أيضًا من قبل بعض المنظمات الدولية للمسؤول المكلف بالتجارة.

## البلدان

### أستراليا
لجنة التجارة والاستثمار الأسترالية (Austrade) لديها 80 مكتبًا عالميًا، يعمل بها مفوضون تجاريون معتمدون دبلوماسيًا وفِرقًا كبيرة من الموظفين المحليين.

### البرازيل
يوظف قطاع ترويج التجارة والاستثمار البرازيلي (SECOM) كلاً من المواطنين البرازيليين والأجانب في هذا المنصب.

### كندا
لدى خدمة مفوض التجارة الكندي أكثر من 160 مكتبًا في كندا وخارجها، ويعمل بها مواطنين كنديين وأجانب.

## المنظمات الدولية
المنظمات الدولية التالية لها مفوضون للتجارة والقضايا ذات الصلة:
- لدى المجموعة الاقتصادية لدول غرب أفريقيا مفوض للتجارة والجمارك والحركة الحرة
- المسؤول الأكبر في الاتحاد الأوروبي للتجارة الدولية هو المفوض الأوروبي للتجارة.[3]
- تقوم أمانة منتدى جزر المحيط الهادئ بتعيين مفوضين تجاريين إلى طوكيو، اليابان؛ سيدني، أستراليا؛ أوكلاند، نيوزيلندا؛ وبكين، الصين.[4]

## روابط خارجية
- الدول الأعضاء في منظمة التجارة العالمية (بما في ذلك روابط إلى الموقع الوطني المتعلق بالتجارة لكل بلد)